# Öffentlichkeitsrecht
Das Öffentlichkeitsrecht ist ein Recht betreffend der staatlichen Anerkennung von Privatschulen.

## Österreich
Das Öffentlichkeitsrecht wird in Österreich unter bestimmten Voraussetzungen an Privatschulen verliehen, welche dann vor allem Schulzeugnisse ausstellen dürfen, die jenen von öffentlichen Schulen rechtlich gleichgestellt sind.
Privatschulen mit Öffentlichkeitsrecht können vor allem rechtlich anerkannte Zeugnisse ausstellen und die für die Schulart vorgesehenen Prüfungen abhalten (beispielsweise auch die Matura). Die Schulzeugnisse erlangen damit die Beweiskraft öffentlicher Urkunden und erhalten die gleiche Rechtswirkung wie jene gleichartiger öffentlicher Schulen. Schüler anderer Privatschulen müssen jährliche Externistenprüfungen an staatlichen Schulen ablegen und erhalten von diesen ihre Zeugnisse. Ferner können Privatschulen mit Öffentlichkeitsrecht Lehramtsanwärter für die Praxisausbildung zugewiesen werden. Außerdem finden die für die entsprechenden öffentlichen Schulen geltenden schulrechtlichen Vorschriften Anwendung, soweit nicht explizit anders geregelt, wie etwa bei der Schulaufsicht, und ausgenommen Regelungen über die Errichtung, Erhaltung und Auflassung, die Sprengel und das Schulgeld.
Das Öffentlichkeitsrecht wird unter folgenden Voraussetzungen verliehen:
- Bei allen Privatschulen muss durch Schulerhalter, Leiter und Lehrer ein Unterricht gewährleistet sein, der den Aufgaben des österreichischen Schulwesens entspricht. Bei Schulen von Gebietskörperschaften, gesetzlich anerkannten Kirchen und Religionsgesellschaften und sonstigen Körperschaften des öffentlichen Rechts wird dies von Gesetz wegen angenommen.
  - Bei Privatschulen mit gesetzlich geregelter Schulartbezeichnung, was an gewisse Voraussetzungen bezüglich Lehrplan, Ausstattung, Schulbücher und Lehrbefähigung gebunden ist, muss der Unterrichtserfolg dem einer gleichartigen öffentlichen Schule entsprechen.
  - Bei Privatschulen, die keiner öffentlichen Schulart entsprechen, müssen Lehrplan, Ausstattung und Lehrbefähigung mit einem vom Unterrichtsminister erlassenen oder genehmigten Organisationsstatut übereinstimmen und sich die Schule hinsichtlich ihrer Unterrichtserfolge bewährt haben. („Statutschule“ wie beispielsweise einige Waldorfschulen und Montessorischulen)

Im Zuge der Reformen von 1848 wurde ein eigenes Ministerium für den öffentlichen Unterricht geschaffen, welches das Provisorische Gesetz über den Privatunterricht vom 27. Juni 1850 verfasste. Bis dahin gab es Privatschulen nur für Mädchen, für Knaben in der Regel nur Privaterziehungsanstalten mit Internat. Privat-Realschulen gab es sehr selten als Handelsschulen oder unter ähnlichen Bezeichnungen. Privatgymnasien gab es nur in Konvikten mit verpflichtender Prüfung an einer öffentlichen Schule. Nur im Königreich Lombardo-Venetien gab es Konvikte mit externen Schülern und internen Prüfungen, jedoch einer externen Abschlussprüfung. Im Gesetz wurde unter anderem bestimmt, dass private Realschulen und Gymnasien nur dann so heißen dürfen, wenn sie den gleichnamigen Staatsanstalten entsprechen. Jede Privatlehranstalt durfte nur dann staatsgültige Zeugnisse ausstellen, wenn sie in den Rang öffentlicher Gymnasien oder Realschulen erhoben worden war. Diese Zeugnisse waren vor allem beim Eintritt in Staatsschulen und in den Staatsdienst notwendig, wenige Jahre später auch für die Hochschulen. Andere Schüler mussten sich dafür einer Prüfung an einer öffentlichen Lehranstalt unterziehen. Bald nach Erlass des Gesetzes bürgerte sich der Begriff Öffentlichkeitsrecht ein. Später wurden weitere Regelungen für andere Schultypen erlassen.

## Deutschland
In Deutschland entspricht dem Öffentlichkeitsrecht in etwa die staatliche Anerkennung einer Privatschule.